# Campionati lussemburghesi di ciclismo su strada
I Campionati lussemburghesi di ciclismo su strada sono la manifestazione annuale di ciclismo su strada che assegna il titolo di Campione del Lussemburgo.
Il titolo maschile Professionisti/Elite viene assegnato ininterrottamente dal 1922, eccezion fatta per gli anni compresi fra il 1991 e il 1995. Il ciclista plurivincitore è Nicolas Frantz, vincitore di dodici titoli consecutivi dal 1923 al 1934, seguito da Charly Gaul, Edy Schutz e Bob Jungels, con sei successi ciascuno. Dal 1999 viene assegnato anche un titolo per gli specialisti delle prove a cronometro.
Il titolo femminile viene assegnato dal 1959, e per quindici volte è stato vinto da Elsy Jacobs. Dal 2006 si assegna anche il titolo femminile a cronometro.

## Campioni in carica (2025)
| Uomini Elite | Uomini Elite    |
| ------------ | --------------- |
| In linea     | Arthur Kluckers |
| Cronometro   | Bob Jungels     |
| Donne Elite  |                 |
| In linea     | Marie Schreiber |
| Cronometro   | Marie Schreiber |

## Albo d'oro

### Titoli maschili

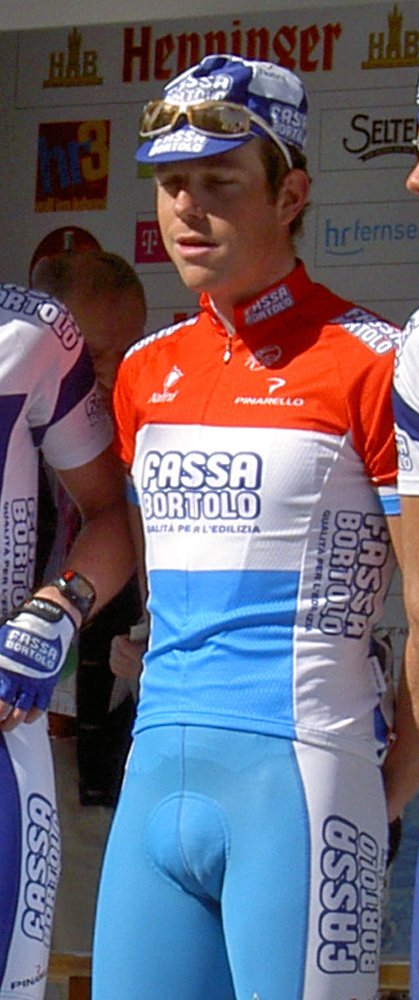
Kim Kirchen con la maglia che identifica il Campione nazionale del Lussemburgo

Aggiornato all'edizione 2025.
| Anno    | Vincitore           | Secondo             | Terzo               |
| ------- | ------------------- | ------------------- | ------------------- |
| 1922    | Franz Heck          | -                   | -                   |
| 1923    | Nicolas Frantz      | Charles Krier       | -                   |
| 1924    | Nicolas Frantz      | -                   | -                   |
| 1925    | Nicolas Frantz      | -                   | -                   |
| 1926    | Nicolas Frantz      | -                   | -                   |
| 1927    | Nicolas Frantz      | Nicolas Engel       | Victor Kirchen      |
| 1928    | Nicolas Frantz      | Victor Kirchen      | -                   |
| 1929    | Nicolas Frantz      | Victor Kirchen      | -                   |
| 1930    | Nicolas Frantz      | -                   | -                   |
| 1931    | Nicolas Frantz      | Jean-Pierre Muller  | -                   |
| 1932    | Nicolas Frantz      | -                   | -                   |
| 1933    | Nicolas Frantz      | -                   | -                   |
| 1934    | Nicolas Frantz      | -                   | -                   |
| 1935    | Arsène Mersch       | -                   | -                   |
| 1936    | Emil Beving         | -                   | -                   |
| 1937    | Pierre Clemens      | Jean Majerus        | -                   |
| 1938    | Mathias Clemens     | Paul Frantz         | Jean Majerus        |
| 1939    | Arsène Mersch       | Aloyse Klensch      | -                   |
| 1940    | Lucien Bidinger     | -                   | -                   |
| 1945    | Joseph Bintner      | Mathias Clemens     | Jean Kirchen        |
| 1946    | Jean Kirchen        | Joseph Bintner      | -                   |
| 1947    | Jean Goldschmit     | Jean Kirchen        | Mathias Clemens     |
| 1948    | Mathias Clemens     | Jean Kirchen        | Lucien Gillen       |
| 1949    | Willy Kemp          | Jean Diederich      | Jean Kirchen        |
| 1950    | Jean Goldschmit     | Jean Diederich      | Marcel Ernzer       |
| 1951    | Jean Kirchen        | Willy Kemp          | Jean Diederich      |
| 1952    | Johny Goedert       | Willy Kemp          | Marcel Ernzer       |
| 1953    | Marcel Ernzer       | Jean Diederich      | Charly Gaul         |
| 1954    | Marcel Ernzer       | Charly Gaul         | Jean-Pierre Schmitz |
| 1955    | Marcel Ernzer       | Willy Kemp          | Frans Gehlhausen    |
| 1956    | Charly Gaul         | Marcel Ernzer       | Jean-Pierre Schmitz |
| 1957    | Charly Gaul         | Marcel Ernzer       | Willy Kemp          |
| 1958    | Jean-Pierre Schmitz | Charly Gaul         | Marcel Ernzer       |
| 1959    | Charly Gaul         | Jean-Pierre Schmitz | Marcel Ernzer       |
| 1960    | Charly Gaul         | Jean-Pierre Schmitz | Aldo Bolzan         |
| 1961    | Charly Gaul         | Marcel Ernzer       | Aldo Bolzan         |
| 1962    | Charly Gaul         | Roger Thull         | Bruno Martinato     |
| 1963    | Roger Thull         | Lucien Gillen       | -                   |
| 1964    | Roger Thull         | -                   | -                   |
| 1965    | Johny Schleck       | Roger Thull         | -                   |
| 1966    | Edy Schutz          | Johny Schleck       | -                   |
| 1967    | Edy Schutz          | Johny Schleck       | -                   |
| 1968    | Edy Schutz          | Johny Schleck       | Roland Smaniotto    |
| 1969    | Edy Schutz          | Roger Gilson        | -                   |
| 1970    | Edy Schutz          | -                   | -                   |
| 1971    | Edy Schutz          | -                   | -                   |
| 1972    | Roger Gilson        | -                   | -                   |
| 1973    | Johny Schleck       | Roger Gilson        | -                   |
| 1974    | Roger Gilson        | Erny Kirchen        | Jean Becker         |
| 1975    | Roger Gilson        | Jean Becker         | -                   |
| 1976    | Roger Gilson        | -                   | -                   |
| 1977    | Lucien Didier       | Roger Thull         | Roger Gilson        |
| 1978    | Lucien Didier       | -                   | -                   |
| 1979    | Lucien Didier       | -                   | -                   |
| 1980    | Lucien Didier       | -                   | -                   |
| 1981    | Eugène Urbany       | -                   | -                   |
| 1982    | Eugène Urbany       | -                   | -                   |
| 1983    | Eugène Urbany       | -                   | -                   |
| 1984    | Claude Michely      | -                   | -                   |
| 1985    | Claude Michely      | -                   | -                   |
| 1986    | Enzo Mezzapesa      | -                   | -                   |
| 1987    | Enzo Mezzapesa      | Claude Michely      | -                   |
| 1988    | Enzo Mezzapesa      | Claude Michely      | -                   |
| 1989    | Pascal Triebel      | -                   | -                   |
| 1990    | Pascal Kohlvelter   | -                   | -                   |
| 1991-95 | non assegnato       | non assegnato       | non assegnato       |
| 1996    | Enzo Mezzapesa      | Benny Schaack       | Daniel Bintz        |
| 1997    | Daniel Bintz        | Christian Poos      | Enzo Mezzapesa      |
| 1998    | Tom Flammang        | Vincenzo Centrone   | Pascal Triebel      |
| 1999    | Kim Kirchen         | Benoît Joachim      | Max Becker          |
| 2000    | Benoît Joachim      | Christian Poos      | Fränk Schleck       |
| 2001    | Christian Poos      | Benoît Joachim      | Kim Kirchen         |
| 2002    | Christian Poos      | Vincenzo Centrone   | Steve Fogen         |
| 2003    | Benoît Joachim      | Marc Vanacker       | Christian Poos      |
| 2004    | Kim Kirchen         | Fränk Schleck       | Benoît Joachim      |
| 2005    | Fränk Schleck       | Kim Kirchen         | Andy Schleck        |
| 2006    | Kim Kirchen         | Fränk Schleck       | Andy Schleck        |
| 2007    | Benoît Joachim      | Christian Poos      | Fränk Schleck       |
| 2008    | Fränk Schleck       | Benoît Joachim      | Christian Poos      |
| 2009    | Andy Schleck        | Laurent Didier      | Fränk Schleck       |
| 2010    | Fränk Schleck       | Andy Schleck        | Ben Gastauer        |
| 2011    | Fränk Schleck       | Andy Schleck        | Laurent Didier      |
| 2012    | Laurent Didier      | Ben Gastauer        | Fränk Schleck       |
| 2013    | Bob Jungels         | Pit Schlechter      | Jempy Drucker       |
| 2014    | Fränk Schleck       | Ben Gastauer        | Andy Schleck        |
| 2015    | Bob Jungels         | Ben Gastauer        | Pit Schlechter      |
| 2016    | Bob Jungels         | Alex Kirsch         | Fränk Schleck       |
| 2017    | Bob Jungels         | Alex Kirsch         | Ben Gastauer        |
| 2018    | Bob Jungels         | Alex Kirsch         | Tim Diederich       |
| 2019    | Bob Jungels         | Kevin Geniets       | Pit Leyder          |
| 2020    | Kevin Geniets       | Bob Jungels         | Jempy Drucker       |
| 2021    | Kevin Geniets       | Jempy Drucker       | Loïc Bettendorff    |
| 2022    | Colin Heiderscheid  | Noé Ury             | Alexandre Kess      |
| 2023    | Alex Kirsch         | Michel Ries         | Matz Wenzel         |
| 2024    | Kevin Geniets       | Matz Wenzel         | Alexandre Kess      |
| 2025    | Arthur Kluckers     | Luc Wirtgen         | Alexandre Kess      |

| Anno | Vincitore       | Secondo            | Terzo              |
| ---- | --------------- | ------------------ | ------------------ |
| 1999 | Christian Poos  | Benoît Joachim     | Steve Fogen        |
| 2000 | Steve Fogen     | Kim Kirchen        | Fränk Schleck      |
| 2001 | Marc Vanacker   | Kim Kirchen        | Vincenzo Centrone  |
| 2002 | Christian Poos  | Steve Fogen        | Marc Vanacker      |
| 2003 | Christian Poos  | Pascal Triebel     | Marc Vanacker      |
| 2004 | Benoît Joachim  | Pascal Triebel     | Steve Fries        |
| 2005 | Andy Schleck    | Pascal Triebel     | Daniel Bintz       |
| 2006 | Benoît Joachim  | Christian Poos     | Steve Fries        |
| 2007 | Christian Poos  | Andy Schleck       | Laurent Didier     |
| 2008 | Kim Kirchen     | Christian Poos     | Benoît Joachim     |
| 2009 | Kim Kirchen     | Laurent Didier     | Christian Poos     |
| 2010 | Andy Schleck    | Fränk Schleck      | Christian Poos     |
| 2011 | Christian Poos  | Ralph Diseviscourt | Laurent Didier     |
| 2012 | Bob Jungels     | Ben Gastauer       | Ralph Diseviscourt |
| 2013 | Bob Jungels     | Laurent Didier     | Ben Gastauer       |
| 2014 | Laurent Didier  | Bob Jungels        | Alex Kirsch        |
| 2015 | Bob Jungels     | Jempy Drucker      | Laurent Didier     |
| 2016 | Bob Jungels     | Jempy Drucker      | Alex Kirsch        |
| 2017 | Jempy Drucker   | Bob Jungels        | Alex Kirsch        |
| 2018 | Bob Jungels     | Alex Kirsh         | Tom Thill          |
| 2019 | Bob Jungels     | Tom Wirtgen        | Ivan Centrone      |
| 2020 | Bob Jungels     | Alex Kirsh         | Kevin Geniets      |
| 2021 | Kevin Geniets   | Michel Ries        | Alex Kirsch        |
| 2022 | Bob Jungels     | Michel Ries        | Tim Diederich      |
| 2023 | Alex Kirsch     | Arthur Kluckers    | Tom Wirtgen        |
| 2024 | Arthur Kluckers | Michel Ries        | Tom Wirtgen        |
| 2025 | Bob Jungels     | Alex Kirsch        | Mathieu Kockelmann |

### Titoli femminili
Aggiornato all'edizione 2025.
| Anno    | Vincitrice           | Seconda              | Terza                |
| ------- | -------------------- | -------------------- | -------------------- |
| 1959    | Elsy Jacobs          | Cilly Debras         |                      |
| 1960    | Elsy Jacobs          | Fernande Ludwig      | Irene Gilson         |
| 1961    | Elsy Jacobs          | Fernande Ludwig      | Gisele Jacob         |
| 1962    | Elsy Jacobs          | Marceline Reinert    | Gisele Jacob         |
| 1963    | Elsy Jacobs          | Gisele Jacob         | Fernande Ludwig      |
| 1964    | Elsy Jacobs          |                      |                      |
| 1965    | Elsy Jacobs          | Monique Morth        |                      |
| 1966    | Elsy Jacobs          | Monique Morth        | Mady Morth           |
| 1967    | Elsy Jacobs          | Mady Morth           |                      |
| 1968    | Elsy Jacobs          |                      |                      |
| 1969    | Sylvie Welter        | Marianne Molitor     |                      |
| 1970    | Elsy Jacobs          | Sylvie Welter        | Irene Engelmann      |
| 1971    | Elsy Jacobs          | Irene Engelmann      |                      |
| 1972    | Elsy Jacobs          | Irene Engelmann      |                      |
| 1973    | Elsy Jacobs          | Irene Engelmann      |                      |
| 1974    | Elsy Jacobs          |                      |                      |
| 1975-81 | non assegnato        | non assegnato        | non assegnato        |
| 1982    | Simone Steffen       |                      |                      |
| 1983    | Simone Steffen       | Thessy Reding        | Pascale Meysembourg  |
| 1984    | Therese Wolter       | Simone Steffen       | Patricia Neuens      |
| 1985    | Simone Steffen       | Denise Landa         | Patricia Neuens      |
| 1986    | Simone Steffen       | Danielle Linden      | Danielle Konter      |
| 1987    | Danielle Linden      | Sandra Gatti         | Romaine Marbach      |
| 1988    | Tanja Reuland        | Danielle Linden      | Romaine Marbach      |
| 1989    | Tanja Reuland        | Danielle Linden      | Romaine Marbach      |
| 1990    | Tanja Reuland        | Romaine Marbach      | Joelle Wittry        |
| 1991    | Tanja Reuland        | Denise Landa         | Tania Bettel         |
| 1992    | Tania Bettel         | Pierrette Klein      | Denise Landa         |
| 1993    | Denise Landa         | Tania Bettel         | Eileen Ronk          |
| 1994    | Myriam Meyers-Keller | Suzie Godart         | Denise Landa         |
| 1995    | Myriam Meyers-Keller | Suzie Godart         | Nathalie Halle-Bintz |
| 1996    | Myriam Meyers-Keller | Nora Oliboni         | Therese Wolter       |
| 1997    | Myriam Meyers-Keller | Suzie Godart         | Nora Oliboni         |
| 1998    | Suzie Godart         | Tanja Wintersdorf    | Nathalie Halle-Bintz |
| 1999    | Tanja Wintersdorf    | Nathalie Halle-Bintz | Laurence Kippgen     |
| 2000    | Tanja Wintersdorf    | Suzie Godart         | Lea Schmitt          |
| 2001    | Suzie Godart         | Danielle Lentz       | Isabelle Hoffmann    |
| 2002    | Danielle Lentz       | Isabelle Hoffmann    | Tanja Wintersdorf    |
| 2003    | Isabelle Hoffmann    | Christine Kovelter   | Danielle Lentz       |
| 2004    | Isabelle Hoffmann    | Suzie Godart         | Betty Kinn           |
| 2005    | Nathalie Lamborelle  | Isabelle Hoffmann    | Betty Kinn           |
| 2006    | Isabelle Hoffmann    | Anne-Marie Schmitt   | Nathalie Lamborelle  |
| 2007    | Suzie Godart         | Anne-Marie Schmitt   | Christine Majerus    |
| 2008    | Nathalie Lamborelle  | Christine Majerus    | Suzie Godart         |
| 2009    | Nathalie Lamborelle  | Christine Majerus    | Anne-Marie Schmitt   |
| 2010    | Christine Majerus    | Nathalie Lamborelle  | Suzie Godart         |
| 2011    | Christine Majerus    | Nathalie Lamborelle  | Anne-Marie Schmitt   |
| 2012    | Christine Majerus    | Nathalie Lamborelle  | Anne-Marie Schmitt   |
| 2013    | Christine Majerus    | Nathalie Lamborelle  | Chantal Hoffmann     |
| 2014    | Christine Majerus    | Chantal Hoffmann     | Carmen Coljon        |
| 2015    | Christine Majerus    | Elise Maes           | Chantal Hoffmann     |
| 2016    | Christine Majerus    | Chantal Hoffmann     | Nathalie Lamborelle  |
| 2017    | Christine Majerus    | Elise Maes           | Anne-Sophie Harsch   |
| 2018    | Christine Majerus    | Elise Maes           | Anne-Sophie Harsch   |
| 2019    | Christine Majerus    | Chantal Hoffmann     | Laurence Thill       |
| 2020    | Christine Majerus    | Pia Wiltgen          | Mia Berg             |
| 2021    | Christine Majerus    | Sophie Margue        | Mia Berg             |
| 2022    | Christine Majerus    | Isabella Klein       | -                    |
| 2023    | Christine Majerus    | Nina Berton          | Marie Schreiber      |
| 2024    | Marie Schreiber      | Christine Majerus    | Nina Berton          |

| Anno | Vincitrice         | Seconda             | Terza               |
| ---- | ------------------ | ------------------- | ------------------- |
| 2006 | Anne-Marie Schmitt | Isabelle Hoffmann   | Nathalie Lamborelle |
| 2007 | Christine Majerus  | Anne-Marie Schmitt  | Christine Kovelter  |
| 2008 | Christine Majerus  | Nathalie Lamborelle | Anne-Marie Schmitt  |
| 2009 | Christine Majerus  | Anne-Marie Schmitt  | Nathalie Lamborelle |
| 2010 | Christine Majerus  | Anne-Marie Schmitt  | Nathalie Lamborelle |
| 2011 | Christine Majerus  | Anne-Marie Schmitt  | Nathalie Lamborelle |
| 2012 | Christine Majerus  | Anne-Marie Schmitt  | Nathalie Lamborelle |
| 2013 | Christine Majerus  | Nathalie Lamborelle | Chantal Hoffmann    |
| 2014 | Christine Majerus  | Chantal Hoffmann    | Elise Maes          |
| 2015 | Christine Majerus  | Elise Maes          | Chantal Hoffmann    |
| 2016 | Christine Majerus  | Anne-Sophie Harsch  | Elise Maes          |
| 2017 | Christine Majerus  | Elise Maes          | Chantal Hoffmann    |
| 2018 | Christine Majerus  | Anne-Sophie Harsch  | Elise Maes          |
| 2019 | Christine Majerus  | Pia Wiltgen         | Liz Asselborn       |
| 2020 | Christine Majerus  | Mia Berg            | Pia Wiltgen         |
| 2021 | Christine Majerus  | Carmen Coljon       | Mia Berg            |
| 2022 | Christine Majerus  | -                   | -                   |
| 2023 | Christine Majerus  | -                   | -                   |
| 2024 | Christine Majerus  | Nina Berton         | Maïté Barthels      |
| 2025 | Marie Schreiber    | Nina Berton         | Liv Wenzel          |